# What a beautiful memory 2007
『What a beautiful memory 2007』（ワット・ア・ビューティフル・メモリー・ツーサウザンドセブンス）は、日本の音楽ユニット・ZARDの3作目の映像作品。

## 概要
- 2007年に行われた追悼ライブ「What a beautiful memory」の2007年9月14日の日本武道館の模様を中心に収録したライブDVDである。
- ライブ全編をそのまま収録しているのではなく、その年のライブ初披露の楽曲などを中心に収録している。そのため2007年の公演が全曲収録されているわけではない。他年度の作品と同楽曲を収録する場合には、映像違いのバージョンを収録するなどの配慮が見られる。 ZARDの20周年公式サイトのディスコグラフィーでどの作品がバージョン違いかの確認が可能である。

## 収録曲
1. 坂井泉水さんを偲ぶ会～ドキュメント
2007年6月26日に青山葬儀所で行われた「ZARD/坂井泉水さんを偲ぶ会」の様子を収録したドキュメント映像。「ZARD Premium Box 1991-2008 Complete Single Collection」に収納された特典DVDとは違う編集の映像を収録している。
2. 揺れる想い
ZARD BEST The Single Collection 〜軌跡〜の特典VHSなどで断片的に披露されてきたPVがフルで初公開されている。
3. この愛に泳ぎ疲れても
完全初公開の映像。ベージュのスーツとブラックのパンツを着用した坂井泉水が無人のバンドセットをバックに歌う様子が公開された。
4. IN MY ARMS TONIGHT
ジージャンを着用し、当該曲をフルで歌う様子が公開された。かつて別の曲のごく一部で公開されていたことがある映像が含まれている。2番の間奏の部分で容器に入れた水を飲む様子が確認できる。
5. Just for you
椅子に座りながら歌う様子を収録している。「揺れる想い」などと同じ衣装を着て歌っている。
6. 遠い日のNostalgia
「IN MY ARMS TONIGHT」と同じジージャンで座ったまま腕を組みながら歌っている様子を収録した映像を使用している。完全初公開映像である。
7. 君がいたから
「マイ フレンド」で着用していたTシャツでバンドスタイルで歌唱している映像と、テラスで収録した映像を混合させた映像を使用している。バンドスタイルでの映像は「ミュージックステーション」のスタッフで収録された映像である。
8. 眠り
「Soffio di vento」の特典DVDに収録された映像と、ノースリーブでカーテン越しに曲を歌う映像を混合させた映像を使用している。
9. 少女の頃に戻ったみたいに
一人目のゲストの大野愛果が登場し、ピアノ演奏で参加。アルバム「永遠」に収録されたバージョンで披露された。
10. 瞳閉じて
2004年のツアー「What a beautiful moment」のライブ映像に、作曲者の大野愛果のコーラス映像を使用した映像を収録。
11. I still remember
完全初公開のビデオクリップ。スタジオの両側の天井からカーテンを吊るした状態で歌う映像を使用。「ミュージックステーション」のスタッフで撮影された歌唱映像である。
12. My Baby Grand 〜ぬくもりが欲しくて〜
2人目のゲストの羽田裕美が登場し、歌詞が朗読されながらピアノ演奏を披露。さらに後半では2004年の「止まっていた時計が今動き出した」のラジオプロモーション用に収録されたコメントがフルで流された。
13. 止まっていた時計が今動き出した
3人目のゲストであるGARNET CROWの中村由利が登場し、コーラスを担当。直接の歌唱映像はないものの、海外でタクシーに乗る様子や「MY Baby Grand～ぬくもりが欲しくて～」のPV撮影時の未公開映像が使用されている。また日本武道館全体に赤い照明が照らされる演出が施され、以降の追悼ライブでの当該曲の演出の定番となった。
14. 大阪フェスティバルホールドキュメント
2007年の大阪フェスティバルホールでのドキュメントとリハーサル映像。当公演の全参加バンドメンバーの紹介も兼ねられている。
15. サヨナラは今もこの胸に居ます
初公開になるジャケット撮影時の様子と、スタジオでの歌唱映像の混合で披露された。演奏されたのは2番のみ。
16. もう少し あと少し…
「Brezza di mare」の特典DVD収録の映像が使用されている。
17. 君がいない
18. Today is another day
1番は「ZARD BEST The Single Collection～軌跡～」の第2弾特典VHSに収録されていた映像で構成、2番ではPVの撮影場所のモナコの現地の人と触れ合ったりする初公開映像を使用している。
19. マイ フレンド
既に公開されているロンドンでのPV映像に加え、着用しているTシャツで、回転する照明の下でスタジオで歌唱している初公開映像を混合し披露している。
20. Don't you see!
既に公開されているPV映像と、初公開となる「Don't you see!」PV・ジャケット撮影メイキングとの混合映像。また坂井泉水がメイクを施されて撮影をしている映像など、様々な撮影シーンも追加されている。
21. Oh my love
22. グロリアス マインド
坂井泉水逝去後に発売された公式本「きっと忘れない」に未完成作品として発表されていたラストレコーディング作品で、本公演でサプライズ披露された。映像は様々なシングル・アルバム曲の映像をメドレーで編集し使用している。
23. 負けないで

なお、エンドロールの途中で、日本武道館の楽屋に再現された坂井泉水の楽屋映像、公演直前のバンドメンバー全員での気合い入れの様子などが挿入されている。